# リービッヒの最小律

ドベネックの桶

リービッヒの最小律（リービッヒのさいしょうりつ）は、植物の生長速度や収量は、必要とされる栄養素のうち、与えられた量のもっとも少ないものにのみ影響されるとする説。ドイツの化学者・ユーストゥス・フォン・リービッヒが提唱した。
リービッヒは、植物は窒素・リン酸・カリウムの3要素が必須であるとし、生長の度合いは3要素の中でもっともあたえられる量の少ない養分によってのみ影響され、その他2要素がいくら多くても生長への影響はないと主張した。後に養分以外の水・日光・大気などの条件が追加された。
現在では、それぞれの要素・要因が互いに補い合う場合があり、最小律は必ずしも定まるものではない、とされている。

## ドベネックの桶
リービッヒの最小律を分かりやすく説明するものとして、ドベネックの桶が知られている（名称はドイツの“Illustrierte Landwirtschaftliche Zeitung”の責任編集者 Hans Arnold
von Dobeneckにちなむ）。
植物の成長を桶の中に張られる水に見立て、桶を作っている板を養分・要因と見立てる。これならば、たとえ一枚の板のみがどれだけ長くとも、一番短い部分から水は溢れ出し、結局水嵩は一番短い板の高さまでとなる。

## 比喩
一般に、バランスの悪さや一点豪華主義への皮肉・警告として、リービッヒの最小律を引き合いに出す場合がある。